# Aleksej Koelesjov
Aleksej Vladimirovitsj Koelesjov (Russisch: Алексей Владимирович Кулешов) (Frjazino, 24 februari 1979) is een Russische volleyballer, gespecialiseerd als middenaanvaller.

## Sportieve successen

### Club
Beker van Rusland:
- 1997, 1998, 1999, 2000, 2001, 2003, 2006, 2015

Rusland Kampioenschap:
- 1998, 2000, 2002, 2003, 2004, 2006, 2016
- 1999, 2005, 2007, 2008, 2009
- 2012

CEV Cup:
- 2002, 2010, 2014

CEV Champions League:
- 2003, 2004, 2016[2]
- 2007, 2009

Club Wereldkampioenschap:
- 2015

Super Beker van Rusland:
- 2015

### Nationaal team
Europees Junior Kampioenschappen:
- 1998

Europees Cadet Kampioenschappen:
- 1999

FIVB World League:
- 2002
- 2000, 2007
- 2006, 2008, 2009

Olympische Zomerspelen:
- 2000
- 2004, 2008

Europees Kampioenschap:
- 2005, 2007
- 2001, 2003

Wereldkampioenschap:
- 2002

Europa League:
- 2005
- 2004

Wereldbeker:
- 2007

## Individuele onderscheidingen
- 1999: Het beste blocker Europees Cadet Kampioenschappen
- 2002: Het beste blocker laatste toernooi FIVB World League
- 2004: Het beste blocker CEV Champions League
- 2004: Het beste blocker Olympische Zomerspelen
- 2006: Het beste blocker Wereldkampioenschap
- 2006: Het beste blocker Beker van Rusland